# Václav Mrkos

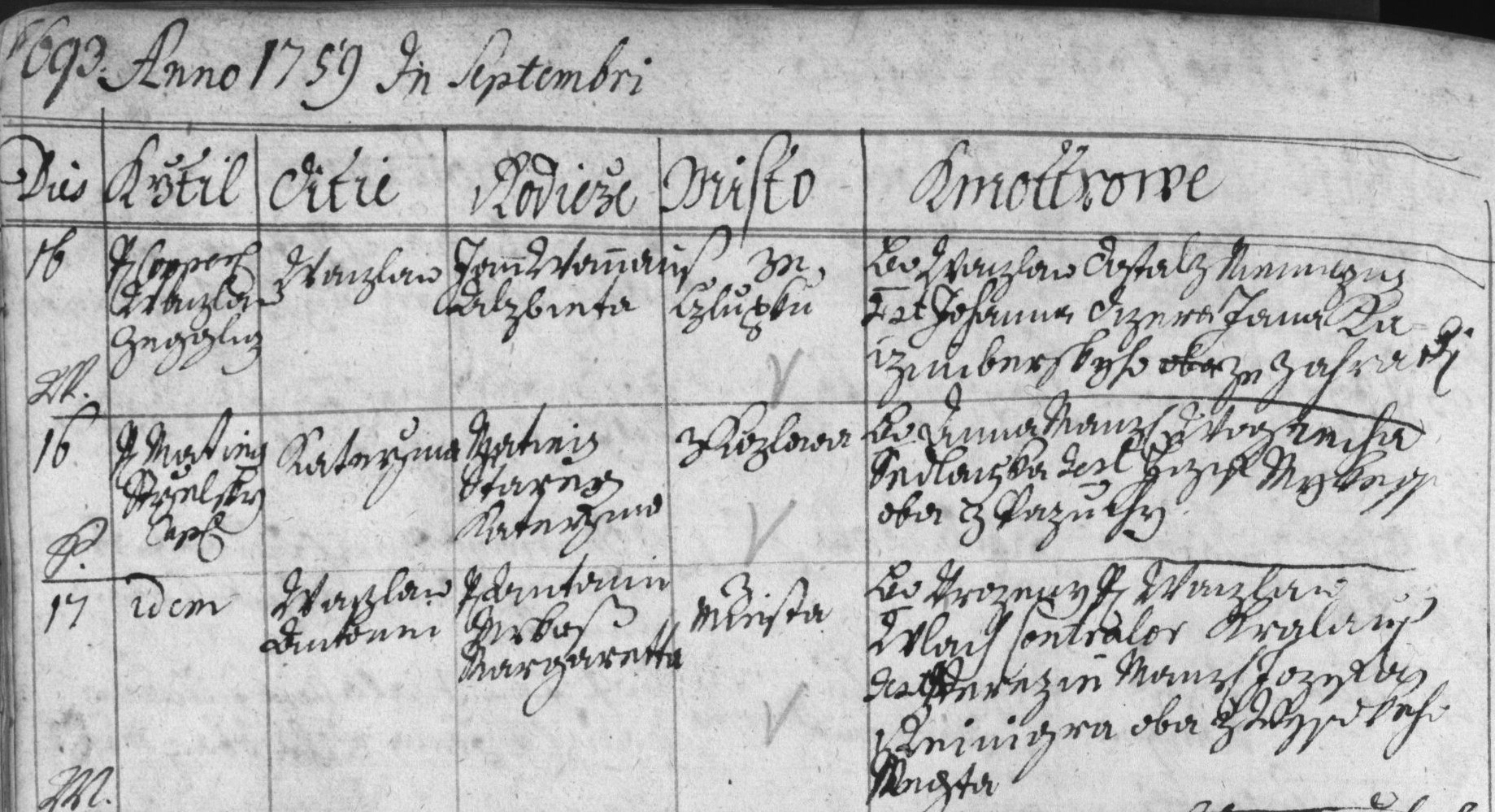
Václav Mrkos, záznam o narození a křtu (17. 9. 1759), matrika narozených Litomyšl

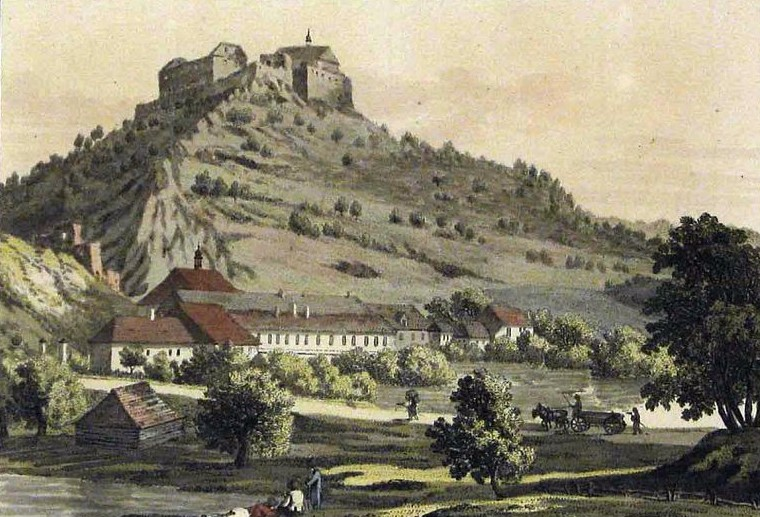
Antonín Pucherna podle Václava Mrkose: Točník (1803)

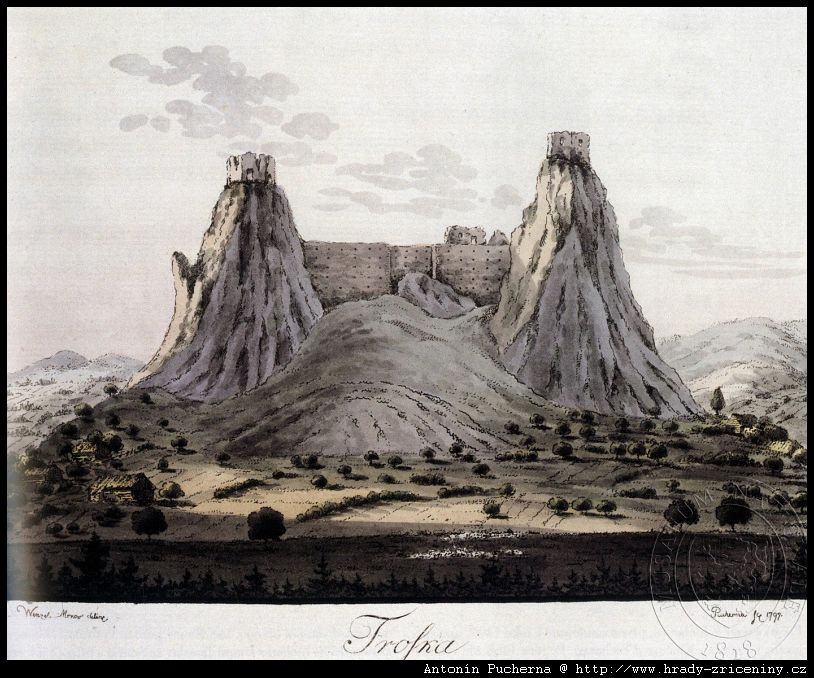
Antonín Pucherna podle Václava Mrkose: Trosky (1797)

Václav Mrkos, též Wenzel Mrkos (17. září 1759 Litomyšl – 26. října 1819 Dobrovice) byl český sběratel obrazů a amatérský kreslíř.

## Život
Pokřtěn byl Václav Antonín, narodil se v Litomyšli rodičům Antonínu Mrkosovi a jeho manželce Markétě (Margaretta).
Stal se dvorním radou knížete Fürstenberga, usadil se v Praze, kde vlastnil dům U zlatého jelena čp. 26 v Tomášské ulici na Malé Straně. V období dědického sporu ve prospěch nezletilého Karla Egona II. (1796-1854), vnuka zemřelého knížete Karla Egona I., byl Václav Mrkos členem tzv. poručenské rady, která byla výkonným orgánem Poručenské kanceláře. Ta rozhodovala o všech správních záležitostech fürstenberského dědictví.

### Rodinný život
Václav Mrkos byl ženat s Barborou (rozená Ciplová 8. června 1772 Křivoklát – 16. května 1821 Praha)
Syn Jan se stal kontrolorem železných hutí ve Králově Dvoře a zemřel zde roku 1834. Náhrobek Janova předčasně zemřelého syna–pohrobka na příbramském hřbitově je památkově chráněn.
Jako další děti Václava Mrkose, které se dožily dospělého věku, jsou uváděni synové Leopold a Václav a dcera Emiliana.

## Dílo

### Sbírka obrazů
Václav Mrkos patřil mezi významné pražské sběratele obrazů, majitele tzv. obrazových kabinetů. Sbírka byla umístěna v jeho domě na Malé Straně, rozsah dokumentují dva zachované aukční seznamy.
V roce 1821, po smrti Václava Mrkose, zapůjčili dědicové jeho sbírku obrazů na dobu deseti let Společnosti vlasteneckých přátel umění. V roce 1831 se konala licitace této sbírky a Společnost zakoupila osm obrazů holandských a rakouských malířů. Mimo to zakoupila další obrazy z vlastnictví Mrkosových dědiců.

### Vlastní díla
Václav Mrkos nakreslil řadu topografických předloh, které využili rytci Václav Alois Berger, Antonín Pucherna a další jako předlohy pro své tisky. Jeho zobrazení hradů Křivoklát a Trosky byla vydána knižně v těchto publikacích:
- August Gottlieb Meissner: Historisch-malerische Darstellungen aus Böhmen (vydáno v Praze, 1798)
- František Karel Wolf ml.: Abbildungen sämtlicher alten und neuen Schlösser in Böhmen (vydáno v Praze ca 1801-1807).

Užíval většinou signaturu Wenzel Mrkos delin.

### Publikace 2013
Díla Václava Mrkose byla mezi jinými zveřejněna v publikaci Nekonečné perspektivy (Krajina a veduty 19. století ze sbírky Patrika Šimona)

## Zajímavost
Některé obrazy ze sbírky Václava Mrkose, které zakoupila Společnost vlasteneckých přátel umění, zůstaly ve vlastnictví Společnosti, i když to její tehdejší stanovy ještě neumožňovaly. (Původně obrazy jejich majitelé zapůjčovali, tak tomu bylo i s Mrkosovou sbírkou. Společností zakoupené obrazy byly nabízeny v aukcích.) Tyto obrazy se tak staly jedním z prvotních základů dnešní Národní galerie.